# Биберман, Эбнер
Эбнер Биберман (англ. Abner Biberman); имя при рождении Эбнер Уоррен Биберман (англ. Abner Warren Biberman; 1 апреля 1909 — 20 июня 1977) — американский актёр театра, кино и телевидения, а также кино- и телережиссёр и сценарист 1930—1970-х годов. Иногда указывался в титрах под псевдонимом Джоэл Джадж (англ. Joel Judge).
В качестве актёра Биберман сыграл небольшие роли в 59 фильмах, среди них «Ревущие двадцатые, или Судьба солдата в Америке» (1939), «Его девушка Пятница» (1939), «Другой тонкий человек» (1939), «Ганга Дин» (1939), «Каждое утро я умираю» (1939), «Пришли дожди» (1939), «Человек-леопард» (1943), «Ключи от царства небесного» (1944), «Винчестер 73» (1950) и «Вива, Сапата!» (1952).
Как режиссёр Биберман поставил, в частности, такие фильмы, как «Выйти из-под контроля» (1955), «За высокой стеной» (1956), «Цена страха» (1956), «Прилив» (1958) и «Как же много этих воров!» (1966).
В качестве телережиссёра Биберман ставил эпизоды таких сериалов, как «Натянутый канат» (1959, 8 эпизодов), «Неприкасаемые» (1962, 2 эпизода), «Сумеречная зона» (1962—1964, 4 эпизода), «За гранью возможного» (1963), «Сансет-стрип, 77» (1963—1964, 4 эпизода), «Мистер Новак» (1963—1965, 10 эпизодов), «Беглец» (1964—1965, 4 эпизода), и «Дымок из ствола» (1965).

## Ранние годы и начало карьеры
Эбнер Биберман родился 1 апреля 1909 года в Милуоки, Висконсин, США (по другим сведениям, в Филадельфии). Переехав в Филадельфию, Биберман поступил на учёбу в Пенсильванский университет и начал актёрскую карьеру в театре «Хеджероу» (англ. Hedgerow Theatre).

## Театральная карьера
В начале 1930-х годов он приехал в Нью-Йорк, где поступил в театр Group Theater в качестве актёра и режиссёра. С 1934 по 1938 год Биберман играл на Бродвее, где появился в таких спектаклях, как «Мир на Земле» (1934). «Моряки Каттаро» (1934—1935), «Паника» (1935), «До дня моей смерти / Лефти» (1935), «Осенний закат» (1935—1936), «Вечная дорога» (1937), «Осада» (1937) и «Русти» (1938).

## Карьера в кинематографе
В 1938 году и Биберман отправился в Голливуд, где в течение 15 лет сыграл характерные роли более чем в 100 фильмах. В 1939 году Биберман сыграл небольшие роли сразу в тринадцати фильмах, среди них такие значимые, как эксцентрическая комедия с Кэри Грантом «Его девушка Пятница» (1939), где он был мелким бандитом, приключенческая военная комедия с Грантом «Ганга Дин» (1939), где он был сыном вождя индийского племени, детективная комедия с Уильямом Пауэллом «Другой тонкий человек» (1939), где он был членом преступной шайки, нуаровая криминальная драма с Джеймсом Кэгни и Хамфри Богартом «Ревущие двадцатые, или Судьба солдата в Америке» (1939) и криминальная мелодрама с Кэгни «Каждое утро я умираю» (1939), в которых Биберман снова был мелким преступником.
После этого у Бибермана началась серия ролей в фильмах значительно более низкого уровня. Так, в 1940 году из восьми фильмов можно отметить только приключенческую мелодраму с Виктором Маклагленом «К югу от Паго Паго» (1940) и спортивную криминальную мелодраму Эдварда Дмитрика с Ричардом Деннингом «Золотые перчатки» (1940). Год спустя из шести фильмов наибольшего внимания заслуживает криминальный хоррор с Эллен Дрю «Монстр и девушка» (1941). На следующий год было пять фильмов, среди которых приключенческая комедия с Деннингом и Дороти Ламур «За голубым горизонтом» (1942) и детективная комедия с Милтоном Берлом «Шепчущие призраки» (1942), а также музыкальная криминальная драма с Джорджем Рафтом «Бродвей» (1942).
Во время Второй мировой войны Биберман, который был заядлым пилотом-любителем, служил лётным инструктором в Военно-воздушных силах.
В 1943 году из четырёх фильмов Бибермана самым заметным был хоррор-триллер «Человек-леопард» (1943), где актёр сыграл роль индейца, управляющего странствующим зоопарком, которому принадлежит леопард. В военной драме с Пэтом О’Брайеном «Бомбардир» (1943) Биберман сыграл небольшую роль японского сержанта. Год спустя из четырёх фильмов актёра наиболее значимым была драма «Ключи от царства небесного» (1944), рассказывающая о священнике (Грегори Пек), возглавляющем католическую миссию в глубинном Китае во время Гражданской войны, где у Бибермана была небольшая роль китайского капитана.
В 1945 году у Бибермана было четыре картины, в том числе военная драма с Джоном Уэйном «Возвращение на Батаан» (1945), где он был японским капитаном, приключенческая мелодрама с Ивонн Де Карло «Соломея, где она танцевала» (1945), где он сыграл доктора Линга, а также приключенческая лента с Чарльзом Лоутоном «Капитан Кидд» (1945). После малопримечательной мелодрамы «Странное завоевание» (1946) Биберман прервал кинокарьеру вплоть до 1950 года.
В этот период Биберман преподавал актёрское мастерство на студии Universal Pictures, где среди его учеников были Мэрилин Монро и Тони Кертис.
В 1950 году Биберман вернулся на большой экран, сыграв в течение трёх лет роли второго плана в вестерне Энтони Манна «Винчестер 73» (1950) с Джеймсом Стюартом в главной роли, драме «Ревущий город» (1951) и в биографической исторической драме Элии Казана «Вива, Сапата!» (1952) с Марлоном Брандо в главной роли.
До конца 1950-х годов Биберман сыграл ещё в четырёх фильмах, среди них приключенческая мелодрама с Элизабет Тейлор «Слоновья тропа» (1954), где у него была роль доктора, и комедия с Дэнни Кэем «Стучи по дереву» (1954), где он был шпионом. Также Биберман сыграл в двух фильмах собственной постановки — приключенческом хорроре «Золотая госпожа» (1954), в котором он был нечистым на руку искателем приключений, который крадёт на Гаити ритуальную золотую статуэтку вуду. Через полтора года Биберман сыграл эпизодическую роль лабораторного техника в очередной своей режиссёрской работе — фильме нуар «Цена страха» (1956) с Мерл Оберон и Лексом Баркером в главных ролях. Это было последнее появление Бибермана на большом экране в качестве актёра.
В качестве кинорежиссёра Биберман поставил также криминальную драму с Рори Кэлхуном и Джули Адамс «Мародёры» (1955), фильм нуар о молодёжной банде «Во все тяжкие» (1955) с Уильямом Кэмпбеллом и Мейми Ван Дорен, нуар о тюремном побеге «За высокой стеной» (1956) с Томом Талли и Сильвией Сидни, вестерн с Фредом Макмюррэем «Оружие для труса» (1957) и нуаровый триллер о психопате «Ночной беглец» (1957), романтическую мелодраму с Джорджем Нейдером и Корнелл Борхерс «Прилив» (1958) и позднее — криминальную мелодраму с Питером Фальком и Бритт Экланд «Как же много этих воров!» (1966), которая стала его последней режиссёрской работой в кино.
Ближе к концу карьеры студия Universal Pictures назначила Бибермана главой отдела кастинга студии, ответственным за подбор актёров на большинство ролей в кино- и телевизионных постановках студии.

## Карьера на телевидении
С 1957 года Биберман начал работать как режиссёр на телевидении, поставив вплоть до 1970 года 123 эпизода 41 телесериала, среди которых вестерн «Мэверик» (1957, 2 эпизода), детективная комедия «Тонкий человек» (1957), вестерн «Караван повозок» (1958—1959, 2 эпизода), криминальный триллер «Натянутый канат» (1959, 8 эпизодов), врачебная драма «Бен Кейси» (1961—1962, 6 эпизодов), гангстерский триллер «Неприкасаемые» (1962, 2 эпизода), адвокатская драма «Сэм Бенедикт» (1962—1963, 6 эпизодов), мистический сериал «Сумеречная зона» (1962—1964, 4 эпизода), фантастический хоррор «За гранью возможного» (1963), школьная драма «Мистер Новак» (1963—1965, 10 эпизодов), криминальный триллер «Беглец» (1964—1965, 4 эпизода), вестерн «Дымок из ствола» (1965), комедия «Остров Гиллигана» (1965), военная драма «Вертикальный взлёт» (1965), вестерн «Виргинец» (1966—1971, 25 эпизодов), детективные сериалы «Айронсайд» (1968—1970, 8 эпизодов), «Наименование игры» (1969) и «Гавайи. Отдел 5-0» (1969—1970, 5 эпизодов)
Как отмечали критики, «в то время как кинофильмы Бибермана были в основном рядовыми мелодрамами, его телевизионные работы охватывали такие престижные программы», как «Бен Кейси», «Сумеречная зона», «Беглец», «Виргинец» и «Айронсайд».

## Актёрское амплуа и оценка творчества
Биберман был «невысоким, худощавым актёром с экзотической внешностью», что позволяло ему «сыграть кого угодно — от островитянина Южных морей и индийского бандита до офицера японской армии», но больше всего он запоминался по ролям бандитов и заключённых (например, по роли Луи в фильме «Его девушка Пятница» (1940)). Как отмечено в биографии актёра на сайте AllMovie, «бегающие глаза и подозрительная внешность Бибермана позволили ему играть злодеев всех наций — итальянского гангстера в „Его девушка Пятница“ (1940), фанатика из Восточной Индии в „Ганга Дин“ (1939) или враждебно настроенного коренного американца во множестве фильмов».

## Личная жизнь
Эбнер Биберман был женат трижды. В 1928 году он женился на Толби Снайдерман (англ.  Tolbie Snyderman). У пары родился один ребёнок, Тоби Захер (англ.  Toby Sacher) (1929—2004), ставший сценаристом. Брак закончился разводом. В 1938 году Биберман женился на Хелен Черчилл Далби (англ.  Helen Churchill Dalby). В этом браке родилось двое детей, в том числе, актёр Энтони Д. Колл (англ.  Anthony D. Call) (1940). Этот брак также закончился разводом. В 1954 году Биберман женился на киномонтажёре Сибил Кэмбэн (англ. Sibil Kamban). В этом браке родился один ребёнок, Тор Биберман (англ.  Thor Biberman). Брак продлился до смерти Бибермана в 1977 году.
Через своего сына Энтони Д. Колла Биберман был в разное время свёкром телепродюсера Марго Хусин Колл (англ.  Margo Husin Call) и актрисы Элизабет Перри (англ.  Elizabeth Perry).

## Смерть
Эбнер Биберман скончался 20 июня 1977 года в своём доме в Сан-Диего, Калифорния, США, в возрасте 69 лет. На момент смерти из близких родственников у него оставались жена Сибил и трое сыновей — Тоби Захер, Энтони Колл и Тор Биберман.

## Фильмография

### Как актёр
| Год       |   | Русское название                                | Оригинальное название                    | Роль                                              |
| --------- | - | ----------------------------------------------- | ---------------------------------------- | ------------------------------------------------- |
| 1936      | ф | Качайте деньги из богатых                       | Soak the Rich                            |                                                   |
| 1939      | ф | Другой тонкий человек                           | Another Thin Man                         | Дам-Дам                                           |
| 1939      | ф | Его девушка Пятница                             | His Girl Friday                          | Луи                                               |
| 1939      | ф | Балалайка                                       | Balalaika                                | Лео Проплински                                    |
| 1939      | ф | Ганга Дин                                       | Gunga Din                                | Чота                                              |
| 1939      | ф | Великолепный обман                              | The Magnificent Fraud                    | Руис                                              |
| 1939      | ф | Леди из Панамы                                  | Panama Lady                              | Элайша                                            |
| 1939      | ф | Панамский патруль                               | Panama Patrol                            | Арли Джонсон                                      |
| 1939      | ф | Пришли дожди                                    | The Rains Came                           | Джон, баптист                                     |
| 1939      | ф | Ревущие двадцатые, или Судьба солдата в Америке | The Roaring Twenties                     | Лефти, подручный                                  |
| 1939      | ф | Каждое утро я умираю                            | Each Dawn I Die                          | Шейк Эдвардс (в титрах не указан)                 |
| 1939      | ф | Джо и Этель Терп обращаются к Президенту        | Joe and Ethel Turp Call on the President | эпизодическая роль на танцах (в титрах не указан) |
| 1939      | ф | Леди из тропиков                                | Lady of the Tropics                      | покупатель гардероба (в титрах не указан)         |
| 1940      | ф | Вражеский агент                                 | Enemy Agent                              | Баронофф                                          |
| 1940      | ф | Девушка из Гаваны                               | Girl from Havana                         | капитан Лазир                                     |
| 1940      | ф | Лыжный патруль                                  | Ski Patrol                               | русский полевой командир                          |
| 1940      | ф | К югу от Паго-Паго                              | South of Pago Pago                       | Мануэль Ферро                                     |
| 1940      | ф | К югу от Каранги                                | South to Karanga                         | Манек Сен                                         |
| 1940      | ф | Занзибар                                        | Zanzibar                                 | Аба                                               |
| 1940      | ф | Золотые перчатки                                | Golden Gloves                            | Торсович (в титрах не указан)                     |
| 1940      | ф | Морпехи летают высоко                           | The Marines Fly High                     | Гомес (в титрах не указан)                        |
| 1941      | ф | Расплата дьявола                                | The Devil Pays Off                       | Карлос Кастильо-Мартинес                          |
| 1941      | ф | Женщина из Сингапура                            | Singapore Woman                          | Синга                                             |
| 1941      | ф | К югу от Таити                                  | South of Tahiti                          |                                                   |
| 1941      | ф | Эта женщина — моя                               | This Woman Is Mine                       | Ламази                                            |
| 1941      | ф | Монстр и девушка                                | The Monster and the Girl                 | Грегори, помощник Перри (в титрах не указан)      |
| 1942      | ф | За горизонтом                                   | Beyond the Blue Horizon                  | Ла’оа                                             |
| 1942      | ф | Бродвей                                         | Broadway                                 | Традо                                             |
| 1942      | ф | Король всадников                                | King of the Mounties                     |                                                   |
| 1942      | ф | Маленький Токио, США                            | Little Tokyo, U.S.A.                     | Сацума                                            |
| 1942      | ф | Шепчущие призраки                               | Whispering Ghosts                        | Мэк Уолф                                          |
| 1943      | ф | Человек-леопард                                 | The Leopard Man                          | Чарли Хау-Кам                                     |
| 1943      | ф | Сигнал подводной лодки                          | Submarine Alert                          | коммандер Тойо                                    |
| 1943      | ф | Позади восходящего солнца                       | Behind the Rising Sun                    | инспектор (в титрах не указан)                    |
| 1943      | ф | Бомбардир                                       | Bombardier                               | японский сержант (в титрах не указан)             |
| 1944      | ф | Мост короля Людовика Святого                    | The Bridge of San Luis Rey               | Майта                                             |
| 1944      | ф | Двухместная подводная лодка                     | Two-Man Submarine                        | Гейб Фабиан                                       |
| 1944      | ф | Драконово семя                                  | Dragon Seed                              | капитан Ясуда (в титрах не указан)                |
| 1944      | ф | Ключи от царства небесного                      | The Keys of the Kingdom                  | капитан Вая (в титрах не указан)                  |
| 1945      | ф | Возвращение на Батаан                           | Back to Bataan                           | японский капитан                                  |
| 1945      | ф | Предательство с Востока                         | Betrayal from the East                   | Яамато                                            |
| 1945      | ф | Саломея, которую она танцевала                  | Salome Where She Danced                  | доктор Линг                                       |
| 1945      | ф | Капитан Кидд                                    | Captain Kidd                             | Теодор Блейдс (в титрах не указан)                |
| 1946      | ф | Странное завоевание                             | Strange Conquest                         | Молуги                                            |
| 1950      | ф | Винчестер 73                                    | Winchester '73                           | Латиго Минз                                       |
| 1951      | ф | Ревущий город                                   | Roaring City                             | Эдди Пейдж                                        |
| 1952      | ф | Вива, Сапата!                                   | Viva Zapata!                             | капитан (в титрах не указан)                      |
| 1954      | ф | Слоновья тропа                                  | Elephant Walk                            | доктор Перейра                                    |
| 1954      | ф | Золотая госпожа                                 | The Golden Mistress                      | Карл Декстер                                      |
| 1954      | ф | Стучи по дереву                                 | Knock on Wood                            | Морис Папинек                                     |
| 1956      | ф | Цена страха                                     | The Price of Fear                        | Клейнман (в титрах не указан)                     |
| 1963      | с | Сэм Бенедикт                                    | Sam Benedict                             | Карл Гродек (1 эпизод)                            |
| 1970—1973 | с | Айронсайд                                       | Ironside                                 | разные роли (2 эпизода)                           |
| 1972      | с | Хек Рэмси                                       | Hec Ramsey                               | Нэйтан Шотнесс (1 эпизод)                         |
| 1974      | с | Кодиак                                          | Kodiak                                   | мистер Имхук (2 эпизода)                          |

### Как режиссёр

#### Кинематограф
| Год  |   | Русское название         | Оригинальное название | Роль            |
| ---- | - | ------------------------ | --------------------- | --------------- |
| 1954 | ф | Золотая госпожа          | The Golden Mistress   | также сценарист |
| 1955 | ф | Грабители                | The Looters           |                 |
| 1955 | ф | Во все тяжкие            | Running Wild          |                 |
| 1956 | ф | За высокой стеной        | Behind the High Wall  |                 |
| 1956 | ф | Цена страха              | The Price of Fear     |                 |
| 1957 | ф | Оружие для труса         | Gun for a Coward      |                 |
| 1957 | ф | Бегущий в ночи           | The Night Runner      |                 |
| 1966 | ф | Как же много этих воров! | Too Many Thieves      |                 |

#### Телевидение
| Год        |   | Русское название              | Оригинальное название            | Роль        |
| ---------- | - | ----------------------------- | -------------------------------- | ----------- |
| 1957       | с | Мэверик                       | Maverick                         | 2 эпизода   |
| 1957       | с | Тонкий человек                | The Thin Man                     | 1 эпизод    |
| 1958       | ф | Прилив                        | Flood Tide                       |             |
| 1958       | с | Кольт 45                      | Colt .45                         | 2 эпизода   |
| 1958       | с | Симаррон-Сити                 | Cimarron City                    | 1 эпизод    |
| 1958—1959  | с | Всадники Маккензи             | Mackenzie's Raiders              | 2 эпизода   |
| 1958—1959  | с | Караван повозок               | Wagon Train                      | 2 эпизода   |
| 1959       | с | Натянутый канат               | Tightrope                        | 8 эпизодов  |
| 1959       | с | Солдат                        | Buckskin                         | 1 эпизод    |
| 1960       | с | Театр Зейна Грея              | Zane Grey Theater                | 1 эпизод    |
| 1960       | с | Театр «Алкоа»                 | Alcoa Theatre                    | 1 эпизод    |
| 1961       | с | Островитяне                   | The Islanders                    | 1 эпизод    |
| 1961       | с | Вне закона                    | Outlaws                          | 1 эпизод    |
| 1961       | с | Национальный бархат           | National Velvet                  | 2 эпизода   |
| 1961—1962  | с | Бен Кейси                     | Ben Casey                        | 6 эпизодов  |
| 1962       | с | Неприкасаемые                 | The Untouchables                 | 2 эпизода   |
| 1962—1963  | с | Сэм Бенедикт                  | Sam Benedict                     | 6 эпизодов  |
| 1962—1963  | с | Империя                       | Empire                           | 3 эпизода   |
| 1962—1964  | с | Сумеречная зона               | The Twilight Zone                | 4 эпизода   |
| 1963       | с | Одиннадцатый час              | The Eleventh Hour                | 1 эпизод    |
| 1963       | с | Шоу Ллойда Бриджеса           | The Lloyd Bridges Show           | 1 эпизод    |
| 1963       | с | За гранью возможного          | The Outer Limits                 | 1 эпизод    |
| 1963       | с | Темпл Хьюстон                 | Temple Houston                   | 1 эпизод    |
| 1963       | с | Путешествие Джейме Макфитерза | The Travels of Jaimie McPheeters | 1 эпизод    |
| 1963—1964  | с | Сансет-Стрип, 77              | 77 Sunset Strip                  | 3 эпизода   |
| 1963—1965  | с | Мистер Новак                  | Mr. Novak                        | 10 эпизодов |
| 1964       | с | Путешествие на дно океана     | Voyage to the Bottom of the Sea  | 1 эпизод    |
| 1964—1965  | с | Беглец                        | The Fugitive                     | 4 эпизода   |
| 1965       | с | Дымок из ствола               | Gunsmoke                         | 1 эпизод    |
| 1965       | с | Остров Гиллигана              | Gilligan's Island                | 1 эпизод    |
| 1965       | с | Вертикальный взлёт            | 12 O'Clock High                  | 1 эпизод    |
| 1965       | с | Конвой                        | Convoy                           | 1 эпизод    |
| 1965—1966  | с | Суды О’Брайена                | The Trials of O'Brien            | 4 эпизода   |
| 1966       | с | Спасай свою жизнь             | Run for Your Life                | 1 эпизод    |
| 1966       | с | Морской путь                  | Seaway                           | 2 эпизода   |
| 1966       | с | Ларедо                        | Laredo                           | 2 эпизода   |
| 1966— 1971 | с | Виргинец                      | The Virginian                    | 25 эпизодов |
| 1968—1970  | с | Айронсайд                     | Ironside                         | 8 эпизодов  |
| 1969       | с | Наименование игры             | The Name of the Game             | 1 эпизод    |
| 1969—1970  | с | Гавайи. Отдел 5-O             | Hawaii Five-O                    | 5 эпизодов  |
| 1970       | с | Смелые: Новые доктора         | The Bold Ones: The New Doctors   | 1 эпизод    |
| 1970       | с | Мэтт Линкольн                 | Matt Lincoln                     | 1 эпизод    |